# Mbanza Congo flygplats
Mbanza Congo flygplats är en flygplats i Angola.   Den ligger i provinsen Zaire, i den nordvästra delen av landet, 300 kilometer norr om huvudstaden Luanda. Mbanza Congo flygplats ligger 570 meter över havet.
Terrängen runt Mbanza Congo flygplats är huvudsakligen platt. Mbanza Congo flygplats ligger uppe på en höjd. Närmaste större samhälle är Mbanza-Kongo, 0,83 kilometer väster om Mbanza Congo flygplats.
I omgivningarna runt Mbanza Congo flygplats växer huvudsakligen savannskog. Runt Mbanza Congo flygplats är det mycket glesbefolkat, med 7 invånare per kvadratkilometer.